# L7 (hudební skupina)
L7 je americká rocková kapela pocházející z Los Angeles a aktivní v letech 1985–2000. Kapela patřila k hnutí grunge a často byla označována jako riot grrrl, i když to členky kapely odmítaly. Skupina byla v původní sestavě obnovena v roce 2015.

## Členové
- Donita Sparks – kytara, zpěv (1985–2001, 2015-dosud)
- Suzi Gardner – kytara, zpěv (1985–2001, 2015-dosud)
- Jennifer Finch – baskytara, zpěv (1987–1996, 2015-dosud)
- Demetra Plakas – bicí, zpěv (1988–2001, 2015-dosud)

### Bývalí členové
- Janis Tanaka – baskytara (1999–2001)
- Greta Brinkman – baskytara (1996)
- Gail Greenwood – baskytara, zpěv (1996–1999)
- Roy Koutsky – bicí (1987–1988)

## Diskografie
- 1988: L7
- 1990: Smell the Magic
- 1992: Bricks Are Heavy
- 1994: Hungry for Stink
- 1997: The Beauty Process: Triple Platinum
- 1998: Live: Omaha to Osaka
- 1999: Slap-Happy
- 2000: The Slash Years
- 2019: Scatter the Rats